# Dehiwala-Mount Lavinia
Dehiwala-Mont Lavinia, ou Mount Lavinia, (en singhalais : දෙහිවල-ගල්කිස්ස; en tamoul : தெஹிவளை-கல்கிசை), est une localité du Sri Lanka située immédiatement au sud de la capitale économique Colombo, dans la province de l'Ouest. Sa population en 2012 était de 245 974 habitants. 
Le Mount Lavinia Hotel est un établissement cossu établi dans l'ancien palais du gouverneur britannique Sir Thomas Maitland.

## Géographie
La ville comporte deux ensembles, Dehiwala et la station balnéaire de Mount Lavinia, qui ont été récemment réunis.

## Histoire
Elle accueillit pendant la seconde guerre des Boers un camp de concentration de l'Empire britannique.